# Veľký Slivník
Veľký Slivník este o comună slovacă, aflată în districtul Prešov din regiunea Prešov. Localitatea se află la altitudinea de 391 m deasupra n.m., se întinde pe o suprafață de 6,09 km2 și în 2017 număra 334 de locuitori.

## Istoric
Localitatea Veľký Slivník este atestată documentar din 1282.

## Demografie
| An:                | 1994 | 2004    | 2014   | 2024   |
| ------------------ | ---- | ------- | ------ | ------ |
| Număr de persoane: | 284  | 316     | 341    | 324    |
| Diferență:         |      | +11,26% | +7,91% | −4,98% |

| An:                | 2023 | 2024   |
| ------------------ | ---- | ------ |
| Număr de persoane: | 323  | 324    |
| Diferență:         |      | +0,30% |